# オールドバー
オールドバー（OLD BAR）は、1995年に日本回胴式遊技機工業（JSI）が製造・発売したパチスロ（4号機）。日本電動式遊技機工業協同組合（日電協）の結成後、日電協に非加盟のメーカーが初めて発売した台として特筆される。兄弟機のフィッシング（1996年にマツヤ商会が発売）、ミスホークS（1997年にJSIが発売）についてもこの記事で触れる。

## 経緯
当時のパチスロ業界は全メーカーが日電協に加盟していた。各メーカーが保持している特許や実用新案を日電協の系列会社が管理しており、日電協加盟メーカーに限って特許や実用新案の使用を許諾していた。また、日電協の加盟には3年以上の製造実績と既存の日電協加盟メーカー3社以上の推薦などいくつかの条件を必要とするなど、閉鎖的な業界であった。このため、事実上パチスロ業界への新規参入は困難であったが、それに果敢にも挑戦したのがJSIであった。
JSIは1992年3月に設立され、創業者は一般産業用のソフトウェア製作に携わっていた。パチスロ業界への新規参入を志したのは、市場規模の大きさと、景気に左右されにくいからということであった。

## 概要
オールドバーはAタイプに属する。ビッグボーナス（BIG）とレギュラーボーナス（REG）を搭載した、当時の標準的なタイプである。

### 役構成
BIG絵柄、REG絵柄ともに1種類ずつしかない。これは当時の4号機ではBIG絵柄を2～3種類搭載するのが主流であったことから考えると珍しい役構成である。またREG絵柄に書かれている文字はBARではなく社名のJSIであった。小役は王冠（15枚）、聖火（12枚）、天秤（10枚）と左リールの王冠・聖火・チェリー・バラの4種類のうちいずれかと中リールのチェリーが一直線に並ぶもの（4枚）の4種類があった。リプレイはバラであったが、右リールに1コマだけ取りこぼす場所が存在した。また、フラグが成立していない4枚小役をはずす制御のために小役の取りこぼしが多発していた。

### 確率
メーカー発表のもの。
| 設定 | BIG確率 | REG確率 | 機械割 |
| ---- | ------- | ------- | ------ |
| 1    | 1/409.6 | 1/297.9 | 90.1%  |
| 2    | 1/364.1 | 1/297.9 | 93.7%  |
| 3    | 1/327.7 | 1/297.9 | 97.3%  |
| 4    | 1/297.9 | 1/297.9 | 100.8% |
| 5    | 1/273.1 | 1/297.9 | 104.2% |
| 6    | 1/252.1 | 1/297.9 | 107.6% |

設定3以下ではREG確率のほうがBIG確率より高く、REG中心のゲーム性といえる。設定が高くなるにしたがってゲーム性がBIG中心に移っていく。これは当時の4号機のBIG中心のゲーム性とは異なるものであった。

### ゲーム性
日電協加盟各社が使用している特許や実用新案が使えないため、ゲーム性にも大きな影響を及ぼしていた。もっとも大きな影響は前のプレイ開始から4.1秒以内にスタートレバーを叩いたときに、4.1秒経過するまでストップボタンを作動させないウェイト機能が日電協加盟メーカーの特許となっており、JSIはウェイト機能を搭載することが出来なかった。このため、前のプレイ開始から4.1秒経過してスタートランプが点灯するまでの間にスタートレバーを叩いてもリールが回転しないようになっていた。リールが回転するまで、プレイヤーが何度もスタートレバーを叩いている光景も見られた。
そのほかに、フラグ告知機能も日電協加盟メーカーの特許であったため搭載することが出来なかった。ただし、当時は日電協加盟メーカーの機種であってもフラグ告知ランプがないものが多く、あっても切られていたことがよくあったのでそれは大した問題ではなかった。しかし、オールドバーのリール制御はランダム制御が中心であったためにリーチ目（スベリなども含む）の信頼度が低いという欠点もあり、いつボーナスフラグが成立したか分かりづらく、頻繁にボーナス絵柄を目押ししてボーナスフラグ成立を確かめる必要があった（実際には小役の引き込み率が非常に悪いため、中押しでかつ全リール目押しを毎ゲーム要求された）。
単チェリーに相当する1リール確定小役も日電協加盟メーカーの特許であったため搭載されていなかった。その代わりに4種類の2リール確定小役が搭載されていた（搭載しないとパチスロの検定規則上の条件を満たさなかったため）。
数少ない利点としてコイン投入口がくぼんだ形になっており、当時の日電協加盟メーカーの台に比べてコインの投入が容易であった。

## 兄弟機
オールドバーには兄弟機が2機種あった。

### フィッシング
1996年に、JSIと提携関係にあったマツヤ商会から発売された。設置台数は極小で、マツヤ商会が経営していた広島県のホールの1店舗に14台しか設置されていなかったと言われている。台のコンセプトは文字通り釣りをモチーフにした台であった。

### ミスホークS
1997年にJSIから発売された。オールドバーの「ウェイト機能がない」という最大の欠点が改善されており、前のプレイ開始から4.1秒以内にスタートレバーを叩くとすぐに低速でリールが回転し、4.1秒経過すると通常のリール回転速度になるというスルースタートという機能が新たに搭載された。台のコンセプトは擬人化された鳥類で、台の名前の由来となっているミスホーク（メスの鷹）はリプレイ絵柄に採用されていた。この台も設置台数は極小であった。

## 日電協非加盟メーカーの動向
日電協非加盟メーカーの主導権はマツヤ商会に移り、解散したパル工業から開発スタッフを引き継ぎ、パル工業の台にデザインが似ていた台をいくつか発売していた。マツヤ商会の台にはJSIが開発したスルースタート機能とコイン投入口が採用されているなど、JSIの影響も残っていた。マツヤ商会はその後倒産してしまったが、2008年に台の生産を再開した。
マツヤ商会の次に現れた日電協非加盟メーカーはパチンコメーカーSANKYOの系列会社であるダイドー（現：ビスティ）である。ダイドーは1999年に第1機種目のメイクエを発売してから、日電協加盟メーカーに遜色のないゲーム性の台を次々と発売していき、日電協非加盟メーカーの主導権を完全に握った。その後ダイドーはフィールズと提携して社名をビスティに変更したほか、親会社のSANKYOも第1機種目のボンバーパワフル以降自社ブランドで発売するようになり、現在も両社とも積極的に台を発売している。
1997年にパチンコメーカーの団体である日本遊技機工業組合（日工組）が日電協と同じような新規参入を困難にするシステムを取っていたとして公正取引委員会の排除勧告が出されると、日電協も方針を転換して日電協非加盟メーカーにも特許や実用新案の使用を許諾するようになり、その後は日電協非加盟メーカーが次々と現れ、日電協加盟メーカーの数をしのいでいった。なお、ダイドー、SANKYOのほかにも大一商会、藤商事など日工組加盟メーカーも多くがパチスロに参入するようになり、4号機まではメーカーごとに別だった証紙を5号機以降は日工組が統一して発行するようになった（日電協にも加盟している高砂電器産業（現：コナミアミューズメント）、オリンピア、サミー、メーシー販売を除く）。
数ある日電協非加盟メーカーの中でもミズホとエレコは珍しい存在である。日電協加盟メーカーユニバーサルエンターテインメントの100%子会社であるにもかかわらず、アルゼの特許を使用して日電協非加盟メーカーとして台を発売している。両社はかつて前身の会社が日電協加盟メーカーであったが、ユニバーサル本体に吸収合併され、新たにユニバーサルの100%子会社として設立されたために会社の法人格が継承されておらず、日電協加盟の権利を得られなかったためである。ユニバーサルは日電協加盟メーカーであるため純粋な日電協非加盟メーカーとはいえないが、ミリオンゴッド（ミズホ）の問題では日電協が対処することが出来なかった。なお、日工組においてはミズホの前身の会社が日工組加盟メーカーであったが、こちらは加盟の権利を得られたためミズホも日工組加盟メーカーとなり、ミズホの5号機には日工組の証紙が発行されて出荷されている。
その他の主な日電協非加盟メーカーはマツヤ商会の倒産後に開発スタッフが移ったエマがある。かつて日電協非加盟の有力メーカーだったSNKプレイモアは2008年4月1日付で日電協に加盟したが、パチスロ事業撤退に伴い2016年6月に脱退した。